# Jia
Jia (en chino, 佳; pinyin, Jiā) es un condado  bajo la administración directa de la Prefectura Yulin en la Provincia de Shaanxi, República Popular China.  Su área es de 2029 km² y su población total para 2010 superó los 200 mil habitantes. 

## Administración
Desde julio de 2020, el  Condado Jia se divide en 13 pueblos que se administran en 1 subdistrito y 12  poblados.

## Toponimia
El topónimo Jia [/Chiá/] aparece en la dinastía Song del Norte (1082) cuando se construyó la aldea Jialu, que lleva el nombre del río Jialu (葭芦 'junco'), este a su vez se llama así por los racimos de juncos que crecían en sus orillas. En 1964 se cambió el sinograma Jia (葭) por Jia (佳) por ser un carácter poco común.